# ベッポサックス
ベッポサックス（BeppoSAX）は、イタリアとオランダが開発したX線天文学のための人工衛星である。宇宙で最も光度の明るい物理現象であるガンマ線バーストの起源の解明に重要な役割を果たすと言われている。イタリアとオランダの複数の企業によって設計と運用が行われているが、科学機器の大部分はイタリアのCNR science research instituteで行われた。広域カメラはオランダのSRON space research instituteで製造された。
ベッポサックスは、イタリアの物理学者ジュセッペ・“ベッポ”・オキャリーニにちなんで名付けられた。サックス（SAX）は、"Satellite per Astronomia a raggi X"または"Satellite for X-ray astronomy"を意味する。
地球の大気がその多くを遮断してしまうため、X線観測は地上の望遠鏡からは行うことができない。
ベッポサックスの主な成果の1つは、多くのガンマ線バーストを銀河系外の天体と同定したことである。
1996年に打ち上げられ、2年間の活動予定は2002年4月30日まで延長された。この日以降は、軌道高度の低下が急速に進み、また多くのサブシステムが故障した。
2003年4月29日、衛星は太平洋に落下した。

## 特徴
大きさ: 高さ3.6 m , 幅2.7 m
太陽電池電力: 3 kW 
データ発生: 1 GB / 軌道（90分) 

## 機器
ベッポサックスは5つの科学装置を積んでいた。
- 低エネルギー集線分光計 (LECS: Low Energy Concentrator Spectrometer)
- 中エネルギー集線分光計 (MECS: Medium Energy Concentrator Spectrometer)
- 高圧ガスシンチレーション比例計数管 (HPGSPC)
- ホスウィッチ検出器 (PDS: Phoswich Detector System)
- 広域カメラ (WFC: Wide Field Camera)

最初の4つの装置は同じ方向に向けられ、0.1から300keVの広いエネルギー帯での観測を可能としている。
広域カメラは、2から30keVの範囲で運用される2つの符号化された絞りのカメラで、それぞれが空の40×40°の範囲をカバーしている。また、広域カメラは100から600keVでほぼ全天を観測しているホスウィッチ検出器により補正されている。
ホスウィッチ検出器の角解像度は小さい。理論的には、まずガンマ線バーストがホスウィッチ検出器で観測されると、その位置が広域カメラによって詳細化される。しかし、ホスウィッチ検出器の多くのスパイクによって、実際にはガンマ線バーストは広域カメラを用いて発見されている。分レベルの正確性は、バーストからのシグナルノイズ比に依存する。その座標は、速やかに国際天文学連合及びガンマ線バースト連携ネットワークに送付され、この後すぐに、世界中で地上から追加の観測が行われる。
中エネルギー集線分光計は、1.3から10keVの範囲の3つの独立したガスシンチレーション比例計数管から構成されている。低エネルギー集線分光計は中エネルギー集線分光計とそっくりであり、光子のエネルギーを0.1keVに下げる、より細い窓を持つ点だけが異なる。校正の問題により、4keV以上のデータは不安定であるとして使用されなかった。
高圧ガスシンチレーション比例計数管もまたガスシンチレーション比例計数管であるが、3気圧と高圧である。高圧は高密度ということであり、120keVまでの光子を検出できる。
ホスウィッチ検出器は、ヨウ化ナトリウム/ヨウ化セシウムの結晶シンチレーターであり、300keVまでの光子を捕捉できる。分解能は、ガス検出器と比べると小さい。